# Foca lleopard
La foca lleopard (Hydrurga leptonyx) és la segona espècie de foca més gran de l'Antàrtic (després de l'elefant marí meridional). És especialment comuna a l'hemisferi sud al llarg de la costa de l'Antàrtida i a la majoria d'illes subantàrtiques, però també es poden trobar exemplars joves durant l'hivern antàrtic a les costes del sud d'Austràlia, Tasmània, Sud-àfrica, Nova Zelanda, l'illa de Lord Howe, la Terra del Foc, les illes Cook i la costa atlàntica de Sud-amèrica. Pot viure 26 anys, o potser més. Les orques i els taurons grans són els seus únics depredadors naturals. És l'única espècie del gènere Hydrurga.